# Gonomyia nigridorsata
Gonomyia nigridorsata är en tvåvingeart som beskrevs av Alexander 1936. Gonomyia nigridorsata ingår i släktet Gonomyia och familjen småharkrankar. Inga underarter finns listade i Catalogue of Life.